# Dengaz
Luís Mendes, mais conhecido pelo seu nome artístico Dengaz (Cascais, 9 de agosto de 1984), é um rapper português.

## Discografia
| Título                      | Informações                                                         | Posições semanais máximas na tabela |
| Título                      | Informações                                                         | Top Português de Álbuns (POR)       |
| --------------------------- | ------------------------------------------------------------------- | ----------------------------------- |
| Skill, Respeito & Humildade | - Lançamento: 1 de maio de 2010 (POR)                               |                                     |
| AHYA                        | - Lançamento: 6 de agosto de 2014 (POR)                             |                                     |
| Para Sempre                 | - Lançamento: 20 de novembro de 2015 (POR) - Editora(s): Sony Music | 10                                  |
| Para Sempre: Unplugged      | - Lançamento: 2 de dezembro de 2016 (POR) - Editora(s): Sony Music  | 14                                  |

### Singles
| Título                                                                                  | Ano  | Posições semanais máximas na tabela | Certificações                       | Álbum       |
| Título                                                                                  | Ano  | Top Português de Singles (POR)      | Certificações                       | Álbum       |
| --------------------------------------------------------------------------------------- | ---- | ----------------------------------- | ----------------------------------- | ----------- |
| "Nada Errado" (com António Zambujo)                                                     | 2016 | 64                                  | - AFP: Platina                      | Para Sempre |
| "Dizer Que Não" (com Matay)                                                             | 2016 | 8                                   | - AFP: 4× Platina                   | Para Sempre |
| "Só Uma Vibe" (com Carla Prata)                                                         | 2017 | 89                                  | Single não incluído em nenhum álbum |             |
| " - " indica uma gravação que não entrou na tabela ou não foi lançada nesse território. |      |                                     |                                     |             |

## Prémios
Globos de Ouro
| Ano  | Categoria     | Trabalho                    | Resultado |
| ---- | ------------- | --------------------------- | --------- |
| 2016 | Melhor Música | "Dizer Que Não" (com Matay) | Indicado  |